# Ismaël Keita
Pour les articles homonymes, voir Keita.
Ismaël Keita Vieira, né le 8 juillet 1990 à Bamako, est un footballeur international malien. Il évolue actuellement au poste de milieu défensif à l'US Créteil-Lusitanos.

## Biographie

### Carrière en club

#### Débuts au Mali
Le club de ses débuts est le Centre Salif Keita, basé à Bamako, qui a pour but de former des joueurs professionnels et internationaux maliens. Celui-ci a formé une dizaine de joueurs internationaux maliens dont Seydou Keita et Mahamadou Diarra. 

#### Arrivée à Nantes et départ à Angers
En juin 2009, il est recruté par le FC Nantes qui avait également recruté Mamadou Diallo par le passé, ancien du CSK lui aussi. Il joue son premier match avec les professionnels, en Ligue 2, lors d'un déplacement à l'AC Arles-Avignon le 30 avril 2010 (35e journée, défaite 1-0).
Lors de la saison 2010-2011, il connait un temps de jeu plus important (24 apparitions dont 17 titularisations en championnat) et marque 2 buts en Coupe de France contre Raon-l'Étape (victoire 2-1) en seizièmes de finale. Après deux saisons plus difficiles et en manque de temps de jeu (21 matchs de Ligue 2 disputés sur les saisons 2011-2012 et 2012-2013), il rejoint le SCO d'Angers.
En Ligue 2, il y trouve un statut de titulaire, débutant 28 rencontres de championnat lors de la saison 2013-2014. Néanmoins, le deuxième exercice sous les couleurs angevines est plus compliqué et il perd sa place alors que le club est promu en Ligue 1. Ne rentrant plus dans les plans de Stéphane Moulin, il ne disputera aucun match à ce niveau et s'engage alors avec le Paris FC en janvier 2016 pour 6 mois avec une saison en option.

### Carrière en sélection nationale
En 2010, il est sélectionné pour la première fois dans l'équipe du Mali pour le plus grand bonheur de Salif Keita.